# Эммануил Филиберт Савойский-Кариньянский
Эммануи́л Филибе́рт Саво́йский-Каринья́нский (итал. Emanuele Filiberto di Savoia-Carignano, фр. Emmanuel-Philibert de Savoie-Carignan; 20 августа 1628, Мутье, Савойское герцогство — 21 апреля 1709, Турин, Савойское герцогство) — представитель Кариньянской ветви Савойского дома, 2-й князь Кариньяно, маркграф Раккониджи и Буска с Каваллермаджоре, Виллафранка, Вигоне, Бардже, Казелле, Роккавьоне, Певераньо и Бове с 1656 года, генерал-губернатор города и провинции Ивреа в 1644 году, генерал-губернатор города и провинции Асти в 1663 году, полковник кавалерии в армии французского королевства в 1657 году, генерал в армии савойского герцогства с 1658 года.
Родился глухим и почти не говорил, из-за чего был прозван современниками «Молчаливым» (итал. Mute). Один из самых образованных людей своего времени. Под его руководством в Турине был построен дворец князей Кариньяно, впоследствии ставший одной из резиденций итальянских королей из Савойского дома.

## Биография

### Ранние годы
Родился в городе Мутье 20 августа 1628 года. Он был третьим ребёнком и первым сыном в семье савойского принца Томаса Франциска, основателя Кариньянской ветви Савойского дома, первого князя Кариньяно, и Марии Бурбонской, графини Суассона и Дрё. По отцовской линии приходился внуком савойскому герцогу и пьемонтскому князю Карлу Эммануилу I и Каталине Микаэле, испанской инфанте из дома Габсбургов. По материнской линии был внуком Карла, графа Суассона и Дрё, и Анны де Монтафье. Из семи детей в браке родителей принца выжили только дочь и два сына. У Эммануила Филиберта были старшая сестра Луиза Кристина, в замужестве наследная принцесса Баден-Бадена, и младший брат Евгений Мауриций, граф Суассона и Дрё, основатель Суассонской ветви Савойского дома. Племянниками принца были известные полководцы ― Людвиг Вильгельм Баден-Баденский и Евгений Савойский-Суассонский.
Эммануил Филиберт родился глухим, и, как следствие, был немым. Его мать, узнав о физическом недостатке сына, фактически отреклась от ребёнка. Он был для неё калекой даже тогда, когда стал признанным лидером Савойского дома. Отец хотя и относился к сыну по-доброму, также не видел в нём полноценного человека. Для своей семьи глухой и немой Эммануил Филиберт был «бесчестьем». Родители отправили его в испанское королевство к священнику Мигелю Рамиресу де Карриону, известному учителю глухих, чей метод обучения отличался большой жестокостью. Ребёнка били за каждую ошибку, часто по лицу, и поощряли за правильно выполненное задание. Эммануил Филиберт научился общаться с другими людьми, читая по губам. У него даже получалось говорить несколько слов, хотя и с большим трудом. По этой причине он был прозван современниками «Молчаливым». Принц также научился читать и писать. Вернувшись из Мадрида на родину, он продолжил образование под руководством Алессандро Тезауро, продемонстрировав большие способности в обучении. Эммануил Филиберт много читал, изучил несколько языков. Познания в области естественных и гуманитарных наук сделали его одним из самых образованных людей своего времени.

### На службе
С 1648 года Эммануил Филиберт под командованием отца участвовал в военных походах в Ломбардии. Он проявил большое мужество при осаде Павии и через два года получил звание полковника кавалерии в армии французского королевства. В 1658 году принц получил звание генерал-лейтенанта в армии двоюродного брата Карла Эммануила II, герцога Савойи. В 1663 году был назначен правителем города Асти. В 1675 году Карл Эммануил II умер, оставив несовершеннолетнего наследника, принца Виктора Амадея. Таким образом, Эммануил Филиберт стал первым в очереди предполагаемых наследников савойского герцогства.
Под руководством принца, хорошо разбиравшегося в архитектуре, в Турине между 1679 и 1684 годами был построен Кариньянский дворец. Им также был капитально отремонтирован замок в Раккониджи. Перестройку здания он доверил архитектору Гварино Гварини, парк во французском стиле был разбит по проекту Андре Ленотра.

### Брак и потомство
Эммануил Филиберт длительное время не был женат. По этой причине Савойский дом рассматривал в качестве наследника титула князя Кариньяно его племянника Людовика Томаса из Суассонской ветви Савойского дома. Но когда молодой принц женился на французской дворянке Урании де Ла-Корпт де Бовэ, возмущённые мезальянсом, мать и сестра Эммануила Филиберта стали подыскивать принцу Кариньяно супругу. В качестве невест рассматривались кандидатуры принцесс — тосканской Анны Марии Луизы, пармской Маргариты Марии, конкордской Лауры и моденской Марии Анджелы Катерины. Выбор принца пал на последнюю.
Переговоры о возможной свадьбе велись в строгой секретности. Увидев портрет принцессы, который ему прислал её брат, принц Чезаре Иньяцио, маркграф Монтеккьо, Эммануил Филиберт влюбился в будущую супругу. Брачный контракт был подписан сторонами в Модене 17 сентября 1684 года. На следующий день князь Кариньяно написал письмо невесте, в котором признался ей в своих чувствах и обещал быть хорошим мужем. Несмотря на секретность, о предстоящей свадьбе Эммануила Филиберта узнал французский король Людовик XIV. Решение принца сочетаться браком по любви с красивой и образованной итальянской принцессой, вызвало негодование короля, планировавшего женить Эммануила Филиберта на французской принцессе, и даже на одной из своих легитимизированных дочерей, учитывая его положение в качестве наследника савойского герцогства. Он направил в Турин эмиссара с требованием к Виктору Амадею II, герцогу Савойи и князю Пьемонта, разорвать брачный контракт его дяди, однако требование короля было проигнорировано.
10 ноября 1684 года невеста в сопровождении родственников прибыла к жениху в замок Раккониджи. Утром 11 ноября того же года Эммануил Филиберт сочетался браком с Марией Анджелой Катериной (1.3.1656 ― 16.7.1722), принцессой из дома Эсте, дочерью покойного генерала Борсо д’Эсте, маркграфа Монтеккьо, родственника герцогов Модены и Реджо. Мать принцессы, Ипполита д’Эсте, приходилась племянницей своему мужу. Узнав о свадьбе, разгневанный Людовик XIV удалил от двора мать и сестру князя Кариньяно и выслал из Парижа посла моденского герцога. Он также добился изгнания Эммануила Филиберта с супругой из Турина в Болонью. 29 ноября 1684 года молодожёны покинули замок Раккониджи. В изгнании принц должен был сохранять инкогнито и носить титул маркиза де ла Шамбра.
В Болонью Эммануил Филиберт и Мария Анджела Катерина прибыли 16 декабря 1684 года. Супруги поселились во дворце Ариости. Им был оказан радушный приём папским легатом кардиналом Пиньятелли и местной знатью. Однако в изгнании князь и княгиня Кариньяно предпочли вести уединённый образ жизни: они посещали церкви и памятники архитектуры, их слугам было приказано ни с кем не заводить знакомств и возвращаться домой не позднее назначенного часа, двор принца и принцессы в изгнании состоял из представителей моденской знати.
В январе 1685 года их посетил племянник Эммануила Филиберта, принц Евгений — известный полководец, покинувший двор французского короля и поступивший на службу к императору Священной Римской империи. В марте того же года князь и княгиня Кариньяно переехали во дворец Леньяни, в котором жили до конца своего изгнания. Эммануил Филиберт отказался просить милости у Людовика XIV, когда с таким предложением к нему в Болонью прибыл эмиссар короля из Парижа. Через некоторое время, уступив просьбам родственников, он всё же написал королю письмо, в котором согласился впредь не спорить с ним. В июне 1685 года Эммануил Филиберт с супругой вернулся в Турин. По возвращении из изгнания у них родились две дочери и два сына:
- Изабелла Луиза (10.3.1687 — 2.5.1767), принцесса Савойская и Кариньянская, мадемуазель де Савильяно; сочеталась первым браком с Альфонсо Таппарелло (ум. после 1730), графом Ланьяско, вторым — с Эудженио Камбьяно (ум. после 1755), графом Руффья, третьим — с Карло Бьяндрате, графом Сан-Джорджо;
- Мария Виктория (12.2.1688 — 18.4.1763), принцесса Савойская и Кариньянская, 7 сентября 1721 года сочеталась браком с Джузеппе Онорато Малабайла (ум. 1735), графом Канале и владельцем Черченаско;
- Виктор Амадей (1.3.1696 — 4.4.1741), принц Савойский и Кариньянский, третий князь Кариньяно под именем Виктора Амадея I, маркграф Раккониджи и Буска с Каваллермаджоре, Виллафранка, Вигоне, Бардже, Казелле, Роккавьоне, Певераньо и Бове с 1709 года, кавалер Высочайшего ордена Святейшего Благовещения с 1696 года, генерал-губернатор миланского герцогства и генерал в армии французского королевства с 1733 года; в Монкальери 7 ноября 1714 года сочетался браком с Викторией Франциской Савойской (9.2.1690 ― 8.7.1766), мадемуазель де Суза, дочерью сардинского короля Виктора Амадея II и Жанны Баттисты д’Альбер;
- Томас Филипп Гаэтан (10.5.1696 — 12.9.1715), принц Савойский и Кариньянский, никогда не был женат.

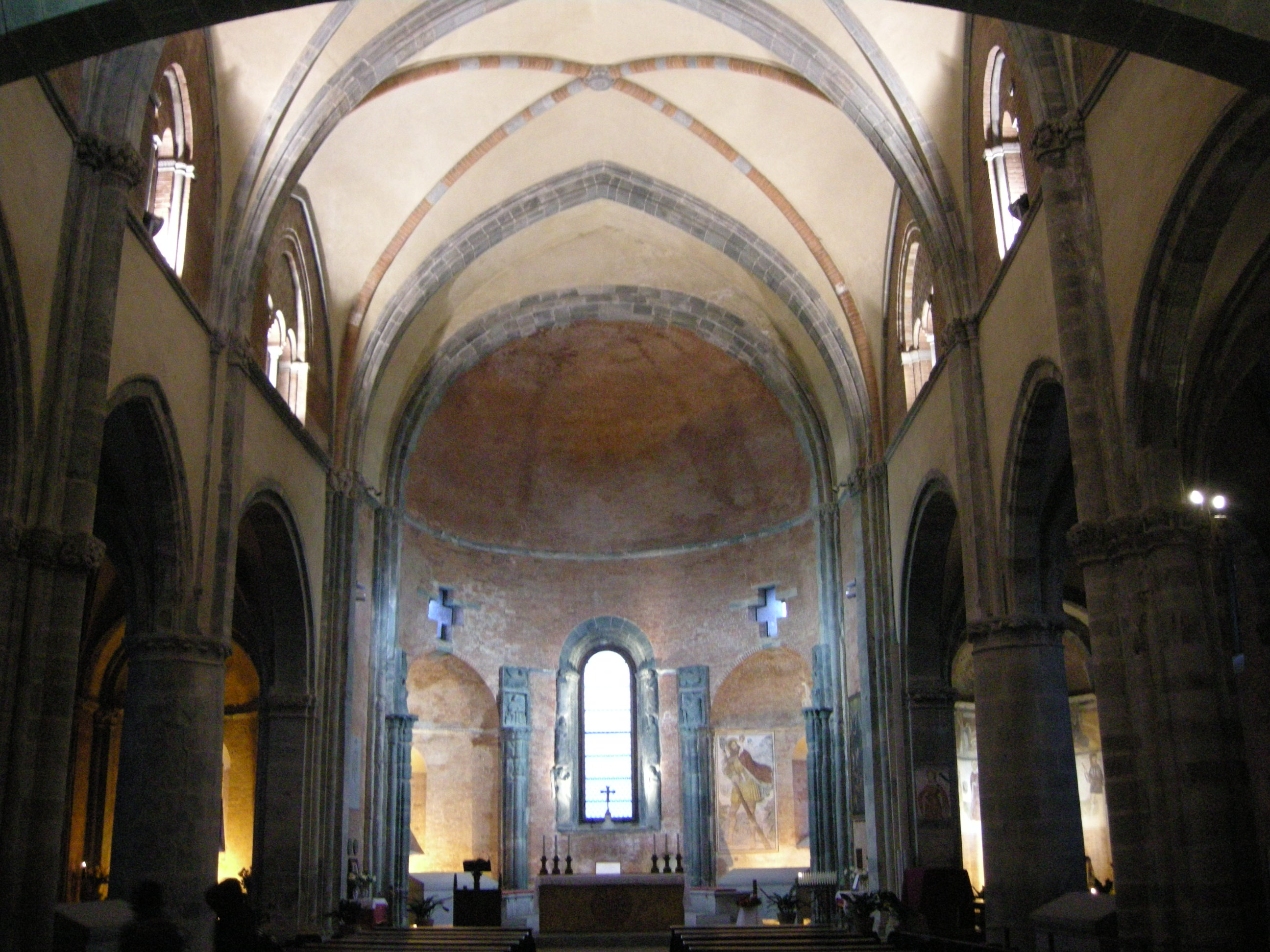
Интерьер церкви аббатства

### Поздние годы
В ноябре 1701 года Эммануил Филиберт был представителем испанского короля Филиппа V во время заключения брака по доверенности с принцессой Марией Луизой Савойской. Он также был крёстным отцом принцессы Марии Аделаиды Савойской, матери французского короля Людовика XV.
В 1706 году во время осады Турина в ходе войны за Испанское наследство, пожилой принц с семьёй был схвачен по дороге в Геную в Чеве армией герцога де ла Фейада. Его поместили под домашний арест в замок Раккониджи, где в сентябре того же года он получил известие о победе армии савойского герцогства над армиями французского и испанского королевств.
Эммануил Филиберт умер в Турине 21 или 23 апреля 1709 года. В 1836 году его останки перезахоронили в церкви аббатства Святого Михаила на горе Пиркирьяно.